# Sojusz na rzecz Jedności Rumunów
Sojusz na rzecz Jedności Rumunów (rum. Alianța pentru Unirea Românilor, AUR oznacza „złoto” w języku rumuńskim) – prawicowa i nacjonalistyczna partia polityczna działająca w Rumunii i Mołdawii. Została założona 19 września 2019, niedługo przed wyborami samorządowymi w 2020. Przewodniczącym partii jest George Simion. Mołdawski odłam partii powstał 27 marca 2021, a jej przewodniczącym został Boris Volosatîi. 
AUR dąży do zjednoczenia wszystkich Rumunów z Rumunii i zamieszkałych przez Rumunów państw sąsiednich. Partia popiera wzmocnienie relacji Mołdawii z Rumunią, które ma dążyć zjednoczenia obu państw. Popiera członkostwo w NATO i dąży do niezależności energetycznej Rumunii. 
Choć przedstawia się jako partia centroprawicowa i patriotyczna, AUR jest opisywana jako partia o tendencjach ekstremistycznych, popierająca idee antyszczepionkowe, krytykowana za retorykę antywęgierską, oskarżana o prorosyjskość, neofaszyzm i antysemityzm. Jednakże przedstawiciele partii wielokrotnie odrzucali tę charakterystykę, twierdząc że jej cztery główne filary to „chrześcijaństwo, naród, rodzina i wolność”. AUR jest ogólnie postrzegana jako partia prawicowa i czasami określana jako skrajnie prawicowa. 

## Historia
Sojusz na rzecz Jedności Rumunów został oficjalnie założony 19 września 2019. Przy okazji Dnia Wielkiej Unii, 1 grudnia 2019, lider partii George Simion, oświadczył że cele ugrupowania obejmują udział w wyborach lokalnych i parlamentarnych w Rumunii w 2020 roku. Przed założeniem partii Simion prowadził kampanię na rzecz zjednoczenia Mołdawii i Rumunii. Claudiu Târziu, który był współprzewodniczącym partii wraz z Simionem do 27 marca 2022, był członkiem Koalicji na rzecz Rodzin, która bezskutecznie prowadziła kampanię na rzecz zakazu małżeństw osób tej samej płci poprzez zmianę konstytucji w referendum w 2018 roku. 
26 czerwca 2020 AUR potępiła brak zainteresowania rumuńskich władz prawami mniejszości rumuńskiej w Serbii i zadeklarowała, że będzie je wspierać, gdy jej przedstawiciele wejdą do parlamentu. Dwa dni później Sojusz na rzecz Jedności Rumunów potępił 80. rocznicę aneksji Besarabii, Północnej Bukowiny i Hercy przez ZSRR, stwierdzając, iż „naszym obowiązkiem jest odzyskanie naszego państwa”. AUR była jedyną partią w Rumunii, która wyraziła poparcie dla Donalda Trumpa w wyborach prezydenckich w Stanach Zjednoczonych w 2020 r. 
W pierwszych wyborach, partia nie uzyskała wielu głosów i wygrała tylko w trzech jednostkach samorządowych – mieście Amara oraz gminach Pufești i Valea Lungă. W wyborach parlamentarnych, również w 2020, AUR zdobyła 9% głosów w całej Rumunii i wśród rumuńskiej diaspory, stając się tym samym czwartą co do wielkości partią w kraju na szczeblu centralnym.  
Partia wystartowała w kolejnych wyborach samorządowych w Rumunii w 2024, ponownie zdobywając stanowiska burmistrzów w trzech miastach. Jednak w wyborach parlamentarnych w 2024 AUR zdobyła 14,94% głosów w Rumunii i wśród diaspory, stając się drugą co do wielkości partią w rumuńskim parlamencie.